# Mustafa Tiryaki
Mustafa Tiryaki (* 2. März 1987 in London) ist ein englisch-türkischer Fußballspieler.

## Vereinskarriere
Tiryaki kam in der britischen Hauptstadt London auf die Welt und erlernte das Fußballspielen in der Jugend diverser Amateurvereine. 2008 erhielt er bei Maidenhead United einen Profivertrag. Er wurde 2008 an Potters Bar Town und Godalming Town ausgeliehen. 2009 verließ er Maidenhead und heuerte bei Havant & Waterlooville an. Bei diesem Verein etablierte er sich auf Anhieb und war zwei Jahre lang Stammspieler. Durch seine Leistungen für diesen Verein wurden mehrere Teams der oberen englischen Profiligen auf ihn aufmerksam. So verpflichteten ihn die Tranmere Rovers im Sommer 2011. Hier spielte er bis zum Sommer 2012, wobei er zwischenzeitlich 2011 an Cambridge United ausgeliehen wurde.
Zur Saison 2012/13 wechselte er in die türkische TFF 1. Lig zum Aufsteiger 1461 Trabzon. Aufgrund seiner türkischen Abstammung wird er hier als einheimischer Spieler angesehen. Nach zwei Jahren und 11 Toren wechselt er zur Saison 2014/15 zu Göztepe Izmir, er unterzeichnete einen Zwei-Jahres-Vertrag. Mit diesem Klub beendete er die Saison 2014/15 als Meister der TFF 2. Lig und stieg damit in die TFF 1. Lig. Am Saisonende verließ er den Verein wieder.

## Erfolg
Mit Göztepe Izmir
- Meister der TFF 2. Lig und Aufstieg in die TFF 1. Lig: 2014/15